# وربوسکو

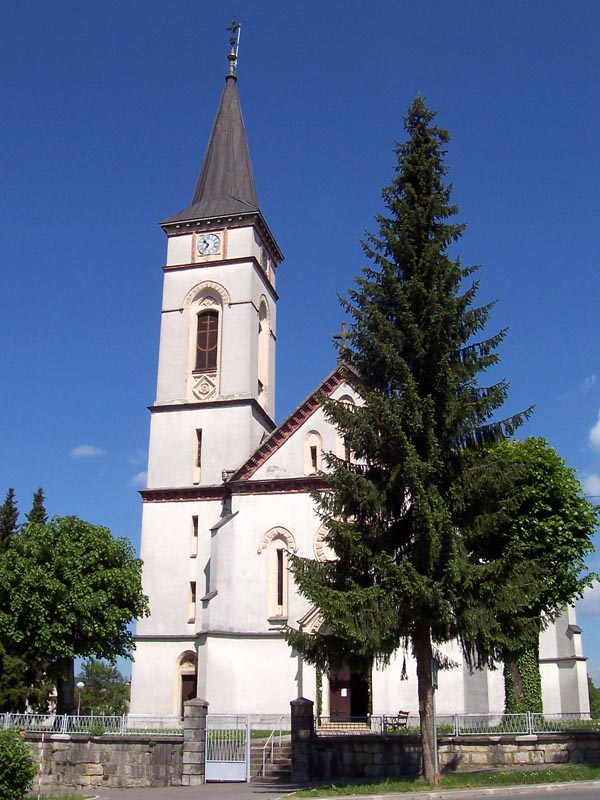
نمایی از کلیسای شهر وْربوسکو در کشور کرواسی - ۲۰۰۶

وْربوسکو (به کرواتی: Vrbovsko) شهری در ایالت پریمریه-گرسکی کتار کشور کرواسی است که جمعیت آن در سال ۲۰۱۱ میلادی ۵٬۹۲۱ نفر بوده‌است.